# پرودوکسی فیلم
پرودوکسی فیلم (انگلیسی: Produksi Film) شرکت دولتی فیلم‌سازی اندونزیایی است، که در سال ۱۹۴۹ تأسیس شد.